# Alfa-adrenergički agonist
Adrenergički alfa-agonist (alfa-adrenergički agonist) je lek koji je selektivno stimuliše alfa adrenergičke receptore. Alfa-adrenergički receptor ima dve podklase α1 i α2.

## Klase
Kompletna selektivnost agonista se retko ostvaruje. Neki agensi imaju parcijalnu selektivnost.
α1 agonisti: stimulišu dejstvo fosfolipaze C. (vazokonstrikcija i midrijaza; koriste se kao vazopresori, nazalni dekongestivi i pri pregledu očiju). Primeri liganda su:
- Metoksamin
- Metilnorepinefrin
- Midodrin
- Oksimetazolin
- Metaraminol
- Fenilefrin[1]

### α2agonisti
α2 agonisti: inhibiraju dejstvo adenilil ciklaze. Primeri liganda su:
- Klonidin (mešoviti agonist alfa2-adrenergičkog i imidazolin-I1 receptora)
- Gvanfacin,[2]
- Gvanabenz (najselektivniji agonist za alfa2-adrenergički receptor u odnosu na imidazoline-I1 receptor)
- Gvanoksabenz (metabolit gvanabenza)
- Gvanetidin (periferni agonist alfa2-receptora)
- Ksilazin,[3]
- Tizanidin
- Metildopa
- Fadolmidin

### Negrupisani
Sledeći agensi su takođe agonisti.
- amidefrin
- amitraz
- anisodamin
- apraklonidin
- brimonidin
- cirazolin
- detomidin
- deksmedetomidin
- epinefrin
- ergotamin
- etilefrin
- indanidin
- lofeksidin
- medetomidin
- mefentermin
- metaraminol
- metoksamin
- mivazerol
- nafazolin
- norepinefrin
- norfenefrin
- oktopamin
- oksimetazolin
- Fenilpropanolamin
- rilmenidin
- romifidin
- sinefrin
- talipeksol
- tizanidin

## Klinički značaj
Alfa-adrenergički agonisti se koriste za lečenje glaukoma putem umanjenja produkcije vodenog fluida u cilijarnim telima oka kao i putem povećanja uveoskleralnog odliva.

## Spoljašnje veze
- Adrenergic+alpha-Agonists на 